# Podismopsis quadrasonita
Podismopsis quadrasonita är en insektsart som beskrevs av Zhang, Fengling och Xingbao Jin 1985. Podismopsis quadrasonita ingår i släktet Podismopsis och familjen gräshoppor. Inga underarter finns listade i Catalogue of Life.